# Municipio de Clay B
El municipio de Clay B (en inglés: Clay B Township) es un municipio ubicado en el condado de Greene en el estado estadounidense de Misuri. En el año 2010 tenía una población de 1795 habitantes y una densidad poblacional de 63,63 personas por km².

## Geografía
El municipio de Clay B se encuentra ubicado en las coordenadas 37°7′28″N 93°11′35″O / 37.12444, -93.19306. Según la Oficina del Censo de los Estados Unidos, el municipio tiene una superficie total de 28.21 km², de la cual 28,18 km² corresponden a tierra firme y (0,12 %) 0,03 km² es agua.

## Demografía
Según el censo de 2010, había 1795 personas residiendo en el municipio de Clay B. La densidad de población era de 63,63 hab./km². De los 1795 habitantes, el municipio de Clay B estaba compuesto por el 96,55 % blancos, el 0,17 % eran afroamericanos, el 0,33 % eran amerindios, el 1,89 % eran asiáticos, el 0,22 % eran de otras razas y el 0,84 % eran de una mezcla de razas. Del total de la población el 0,84 % eran hispanos o latinos de cualquier raza.